# Theodor Abeling
Theodor Carl Otto Abeling, Pseudonym: Theodor Otto, (* 22. Juli 1862 in Kyowsthal, Kreis Randow; † 1937 in Frankfurt (Oder)) war ein deutscher Germanist und Schriftsteller. 

## Leben
Er war der Sohn des Kaufmanns Carl Robert Abeling. Nach dem Schulbesuch studierte er u. a. Germanistik und war danach als Schriftsteller in Berlin tätig. Der Schwerpunkt seiner Forschungen war das Nibelungenlied.

## Schriften (Auswahl)
- Das Nibelungenlied und seine Literatur. Eine Bibliographie und vier Abhandlungen (= Teutonia. Arbeiten zur germanischen Philologie. 7, ZDB-ID 515964-7). Avenarius, Leipzig 1907, (Digitalisat).
- Das Nibelungenlied und seine Literatur. Supplement (= Teutonia. Arbeiten zur germanischen Philologie. 7, Supplement). Avenarius, Leipzig 1909, (Digitalisat).
- mit Max Ortner: Zu den Nibelungen. Beiträge und Materialien (= Teutonia. Arbeiten zur germanischen Philologie. 17). Basz, Leipzig 1920.